# Kamerun az 1992. évi nyári olimpiai játékokon
Kamerun a spanyolországi Barcelonában megrendezett 1992. évi nyári olimpiai játékok egyik részt vevő nemzete volt. Az országot az olimpián 2 sportágban 8 sportoló képviselte, akik érmet nem szereztek.

## Atlétika
Férfi
| Versenyző           | Versenyszám | Előfutam | Előfutam | Előfutam | Negyeddöntő | Negyeddöntő | Negyeddöntő | Elődöntő | Elődöntő | Elődöntő | Döntő   | Döntő    |
| Versenyző           | Versenyszám | Idő      | Hely.    | Össz.    | Idő         | Hely.       | Össz.       | Idő      | Hely.    | Össz.    | Idő     | Helyezés |
| ------------------- | ----------- | -------- | -------- | -------- | ----------- | ----------- | ----------- | -------- | -------- | -------- | ------- | -------- |
| Samuel Nchinda-Kaya | 100 m       | 10,41    | 3.       | 11.      | 10,58       | 7.          | 27.         | kiesett  | kiesett  | kiesett  | kiesett | kiesett  |
| Samuel Nchinda-Kaya | 200 m       | 21,50    | 6.       | 41.      | kiesett     | kiesett     | kiesett     | kiesett  | kiesett  | kiesett  | kiesett | kiesett  |
| Paul Kuété          | Maraton     |          |          |          |             |             |             |          |          |          | 2:22:43 | 46.      |

Női
| Versenyző                                                   | Versenyszám     | Előfutam | Előfutam | Előfutam | Negyeddöntő | Negyeddöntő | Negyeddöntő | Elődöntő | Elődöntő | Elődöntő | Döntő   | Döntő    |
| Versenyző                                                   | Versenyszám     | Idő      | Hely.    | Össz.    | Idő         | Hely.       | Össz.       | Idő      | Hely.    | Össz.    | Idő     | Helyezés |
| ----------------------------------------------------------- | --------------- | -------- | -------- | -------- | ----------- | ----------- | ----------- | -------- | -------- | -------- | ------- | -------- |
| Monique Kengné                                              | 100 m           | 12,12    | 7.       | 44.*     | kiesett     | kiesett     | kiesett     | kiesett  | kiesett  | kiesett  | kiesett | kiesett  |
| Georgette N'Koma                                            | 200 m           | 23,85    | 6.       | 29.      | 24,06       | 8.          | 30.         | kiesett  | kiesett  | kiesett  | kiesett | kiesett  |
| Susie Tanéfo                                                | 400 m           | 53,37    | 6.       | 21.      | 53,78       | 7.          | 28.         | kiesett  | kiesett  | kiesett  | kiesett | kiesett  |
| Louisette Thobi                                             | 100 m gát       | 14,37    | 8.       | 34.      | kiesett     | kiesett     | kiesett     | kiesett  | kiesett  | kiesett  | kiesett | kiesett  |
| Myriam Mani Georgette N'Koma Monique Kengné Louisette Thobi | 4 × 100 m váltó | 44,97    | 7.       | 13.      |             |             |             |          |          |          | kiesett | kiesett  |

* - egy másik versenyzővel azonos időt ért el

## Ökölvívás
| Versenyző     | Versenyszám  | Selejtező                             | Nyolcaddöntő      | Negyeddöntő       | Elődöntő          | Döntő             | Helyezés    |
| Versenyző     | Versenyszám  | Ellenfél Eredmény                     | Ellenfél Eredmény | Ellenfél Eredmény | Ellenfél Eredmény | Ellenfél Eredmény | Helyezés    |
| ------------- | ------------ | ------------------------------------- | ----------------- | ----------------- | ----------------- | ----------------- | ----------- |
| Simon Maebele | Félnehézsúly | Roberto Castelli (ITA) · visszalépett | kiesett           | kiesett           | kiesett           | kiesett           | helyezetlen |

## Súlyemelés
| Versenyző              | Versenyszám | Szakítás | Szakítás | Lökés    | Lökés    | Összesen | Helyezés |
| Versenyző              | Versenyszám | Eredmény | Helyezés | Eredmény | Helyezés | Összesen | Helyezés |
| ---------------------- | ----------- | -------- | -------- | -------- | -------- | -------- | -------- |
| Alphonse Hercule Matam | 82,5 kg     | 137,5    | 24.      | 170,0    | 23.      | 307,5    | 24.      |